# Laura Giombini
Laura Giombini (* 4. Januar 1989 in Perugia) ist eine italienische Beachvolleyballspielerin.

## Karriere
Giombini hatte ihren ersten internationalen Auftritt bei der Jugend-Weltmeisterschaft 2006, als sie mit Debora Pini in Bermuda den neunten Rang belegte. Ein Jahr später trat sie in Mysłowice im gleichen Wettbewerb mit ihrer neuen Partnerin Chiara Ferretti an. Bei der Junioren-WM 2007 in Modena wurden Giombini/Ferretti Neunte. 2009 nahmen sie in Blackpool wieder an der Junioren-WM teil. Außerdem absolvierten sie in Barcelona ihr erstes Open-Turnier. Bei den U23-Europameisterschaften 2009 in Jantarny und 2010 in Kos spielte Giombini hingegen mit Marta Menegatti und erreichte beim zweiten Mal das Finale. Der Grand Slam in Rom war 2010 der letzte gemeinsame Auftritt mit Ferretti. Anschließend bildete Giombini ein neues Duo mit Valeria Rosso, das bei der Weltmeisterschaft 2011 in Rom vor heimischen Publikum antrat. Allerdings schieden die beiden Italienerinnen mit nur einem gewonnenen Satz nach der Vorrunde aus. Bei der U23-EM in Porto kam Giombini mit Viktoria Orsi Toth zusammen und erreichte den neunten Rang. Das neue Team nahm anschließend an diversen Open-Turnieren und Grand Slams teil, ohne vordere Platzierungen zu verbuchen. Für die Europameisterschaft 2012 durfte Giombini mit der Titelverteidigerin Greta Cicolari antreten, weil deren etatmäßige Partnerin Menegatti verletzt fehlte. Giombini/Cicolari gelangten als Gruppenzweite in die erste Hauptrunde, in der sie allerdings den Schweizerinnen Forrer/Vergé-Dépré nach drei Sätzen unterlagen. Von Ende 2012 bis Mai 2014 spielte Giombini an der Seite von Daniela Gioria. Bei der WM 2013 in Stare Jabłonki erreichten Gioria/Giombini die Hauptrunde, wo sie gegen die Deutschen Borger/Büthe ausschieden. Anschließend waren Giulia Momoli und Giulia Toti ihre Partnerinnen. 2016 spielt Giombini an der Seite der ehemaligen US-amerikanischen Hallen-Nationalspielerin Rebecca Perry. Für die Olympischen Spiele in Rio de Janeiro wurde sie als Partnerin von Marta Menegatti nachnominiert, nachdem deren eigentliche Mitspielerin Viktoria Orsi Toth wegen einer positiven Probe ausgeschlossen worden war.